# René Pierre Chaillou
Pour les articles homonymes, voir Chaillou.
René Pierre Chaillou est un homme politique français né le 7 mars 1793 à Haute-Goulaine (Loire-Atlantique) et décédé le 1er janvier 1842 à Nantes (Loire-Atlantique).

## Biographie
D'une famille de négociants, fils d’un adjoint au maire de Nantes, René Pierre Chaillou sort de l'École polytechnique en 1812, est sert en tant que lieutenant d'artillerie. Prisonnier en 1813, il revient en France en septembre 1814. Il quitte l'armée en 1820 avec le grade de capitaine. Commandant du château de Nantes en juillet 1830, il est député de la Loire-Atlantique de 1831 à 1834, siégeant à gauche. Il est ensuite conseiller de préfecture à Nantes.
Gendre de François-Jean-Baptiste Ogée, il est le père de Félix Chaillou.

## Sources
- « René Pierre Chaillou », dans Adolphe Robert et Gaston Cougny, Dictionnaire des parlementaires français, Edgar Bourloton, 1889-1891 [détail de l’édition]